# Redención
El término redención (del prefijo re, ‘de nuevo’, y émere, ‘comprar’) literalmente significa ‘comprar de nuevo’. Se aplica al pago para obtener la libertad de un esclavo o cautivo, o bien, para volver a adquirir o recomprar algo que se había vendido, empeñado o hipotecado.
En sentido figurado, la redención también es la liberación, mediante una acción, de un vejamen, dolor, penuria u otra adversidad. Se aplica particularmente a conceptos espirituales y religiosos, esenciales en el cristianismo. El redentor es quien redime.

## En el cristianismo
La redención constituye uno de los dogmas centrales del cristianismo, que reconoce a Jesucristo como «el Redentor» por antonomasia, pues murió en la cruz para salvar a la humanidad de la muerte y abrirle las puertas del Reino de los Cielos, en un sacrificio por amor a la humanidad.
En el prefacio pascual católico se afirma que Cristo «con su muerte venció al pecado y con su resurrección venció a la muerte», y en el Catecismo de la Iglesia católica se señala que: «La muerte de Cristo es a la vez el sacrificio pascual que lleva a cabo la redención definitiva de los hombres».

Entonces Jesús, llamándolos, dijo: «Sabéis que los gobernantes de las naciones se enseñorean de ellas, y los que son grandes ejercen sobre ellas potestad. Mas entre vosotros no será así, sino que el que quiera hacerse grande entre vosotros será vuestro servidor, y el que quiera ser el primero entre vosotros será vuestro siervo; como el Hijo del Hombre no vino para ser servido, sino para servir, y para dar su vida en rescate por muchos».
Mateo 20:25-28 (Reina-Valera 1960).

Y tomando la copa, y habiendo dado gracias, les dio, diciendo: «Bebed de ella todos; porque esto es mi sangre del nuevo pacto, que será derramada para remisión de los pecados».
Mateo 26:27-28 (Reina-Valera 1960).